# Municipio de Atzalan
El municipio de Atzalan se encuentra en la parte central del estado mexicano de Estado de Veracruz es uno de los 212 municipios que lo conforman. Su cabecera es la localidad de Atzalan.

## Toponimia
El nombre del municipio proviene del náhuatl Atl que significa agua, Tsalan que significa en medio o entre por lo que se podría interpretar como entre aguas.

## Heráldica
El escudo tiene un contorno azul marino, en la parte superior de este se encuentra una estrella dorada de cinco picos, a los costados la figura de dos calates y un colofón de Atzalan, coronado por ramas de cafeto con un libro abierto en el medio, con una pluma y la fecha 1519 en número
romano, con una antorcha. El centro se divide en dos, en la parte de arriba una iglesia sobre unos cerros con un fondo de nubes en el cielo, en la parte de abajo un glifo náhuatl.

## Historia
El ahora territorio municipal fue parte del territorio totonaca, perteneciente al señorío de Mexicaltzingo o Mezcalzingo, el actual Atzalan se fundó alrededor de los 1200, su fundación aparentemente fue estratégica, pues por la penetración azteca en Xalacingo  y Nautla era ya evidente.

## Geografía

### Ubicación
El territorio municipal se encuentra ubicado en al zona centro-norte del estado de Veracruz en la región de Nautla entre los paralelos 19° 45’ y 20° 03’ de latitud norte y los meridianos 96° 57’ y 97° 16’ de longitud oeste, a una altitud entre 100 y 2000 m sobre el nivel del mar.

### Demografía
En todo el municipio hay 49,180 habitantes. Sus principales localidades son Atzalan, Tierra Nueva, Zapotitlán,La Florida,El Azotal, Cuatro Caminos, Plan De Arroyos y Colonias Pedernales.

### Límites
El municipio limita al norte con Tlapacoyan y Martínez de la Torre, al este con Martínez de la Torre, Misantla, Tenochtitlán y Altotonga, al sur con Altotonga, al oeste con Altotonga, Jalacingo y Tlapacoyan.

### Orografía

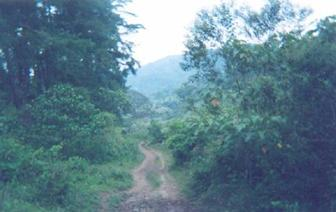
Zapotitlan

Ubicado en la zona montañosa de la sierra de Chiconquiaco, perteneciente a al eje Neovolcánico, con una topografía accidentada, sobre rocas ígneas extrusivas del cuaternario y sedimentarias del cretácico, en lomerío de aluvión antiguo con llanuras y en sierra volcánica de laderas escarpadas, sobre áreas donde anteriormente había suelos andosol y luvisol.

### Hidrografía

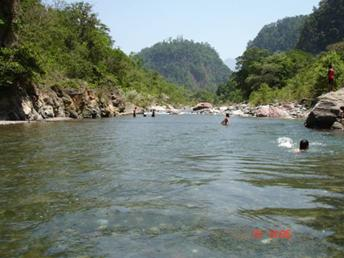
Río Zapotitlán

Perteneciente a la región hidrográfica Tuxpan-Nautla, y la cuenca del Bobos, cuenta con corrientes de agua como el río Alseseca, el mismo río Bobos, el Cascajal, El Salto, Kilate, Martha Ruíz, San Pedro, Tiltico, De la Barranca, Frío, Mantequilla y Tazolapa.

## Clima
El territorio comprende en su gran mayoría un clima semicálido húmedo con lluvias todo el año, aunque también existen los climas cálido húmedo con lluvias todo el año y templado húmedo con lluvias todo el año.

## Flora y fauna
El municipio cuenta con vertebrados característicos de los bosques templados como tlacuaches, armadillos, ardillas, calates, zorros, mapaches, codornices y conejos. La flora se compone por variedades de pino, encino, liquidámbar propias de los bosques mesófilos de montaña.

## Gastronomía
Los platillos tradicionales del municipio suelen ser las tortitas de calate, mole,  la barbacoa, el chileatole y el café.

## Turismo
El municipio tiene algunos sitios como la cascada de Tomata, La torre solitaria "Campanario", la cascada de Alseseca, Cuevas en Alseseca, el templo mayor "San Andrés Apóstol, la capilla de Fátima, las aguas termales de San Bartolo, Las chorreras en Tatzallanala, los petroglifos en Tatzallanala, La poza de "El Hoyo" en Tatzallanala, las casitas de don Cliserio, Cerro de "La Florida-Allende", Cerro del Conejo en Toxtepec, " la zona arqueológica Cuajilote y la de Vega de la Peña.

## Economía
La industria manufacturera textil es uno de los principales impulsores de la economía municipal, además de la agricultura y la ganadería, de los cuales los productos que mayor se producen en el territorio son el café principalmente, el limón , el maíz y la naranja; en cuanto a la ganadería, el bovino es el principal de estos, sin embargo, también se cría el porcino, el ovino, avícola y caprino, en ese orden de importancia.

## Gobierno y administración
El gobierno del municipio está a cargo de su Ayuntamiento, que es electo mediante voto universal, directo y secreto para un periodo de tres años que no son renovables para el periodo inmediato posterior pero sí de forma no continua. Está integrado por el presidente municipal, un síndico único y cinco regidores, dos electos por mayoría relativa y tres por representación proporcional. Todos entran a ejercer su cargo el día 1 de enero del año siguiente a su elección.

### Subdivisión administrativa
Para su régimen interior, el municipio además de tener una cabecera y manzanas, se divide en rancherías y congregaciones, teniendo estas últimas como titulares a los subagentes y agentes municipales, que son electos mediante auscultación, consulta
ciudadana o voto secreto en procesos organizados por el Ayuntamiento. En el municipio se cuenta las siguientes agencias municipales con los siguientes modos de elección: San Pedro Buenavista, Zapotitlán, Napoala, Plan de Arroyos y La Palma por voto secreto. Almanza, Tatzayanala, Uazapotita, Tepeycan, Pasolapa, Chachalacas, Barrancones, Tilzapota, Ahueteno, Santiago y Progreso por plebiscito. San Salvador, Alseseca, Cuauhtémoc, Sonpazol, La Noria, El Palmar, Ictzictic, Toxtepec, Papalocuautla, La Florida, Tepanapa, San Pedro Altepepan, Xontaxpan, Xocuilapa, Independencia, El Olvido por auscultación.

### Representación legislativa
Para la elección de diputados locales al Congreso de Veracruz y de diputados federales al Congreso de la Unión, el municipio se encuentra integrado en el Distrito electoral local X Perote con cabecera en la ciudad de Perote y el Distrito electoral federal VII Martínez de la Torre con cabecera en la ciudad de Martínez de la Torre.